# Aereo da trasporto supersonico

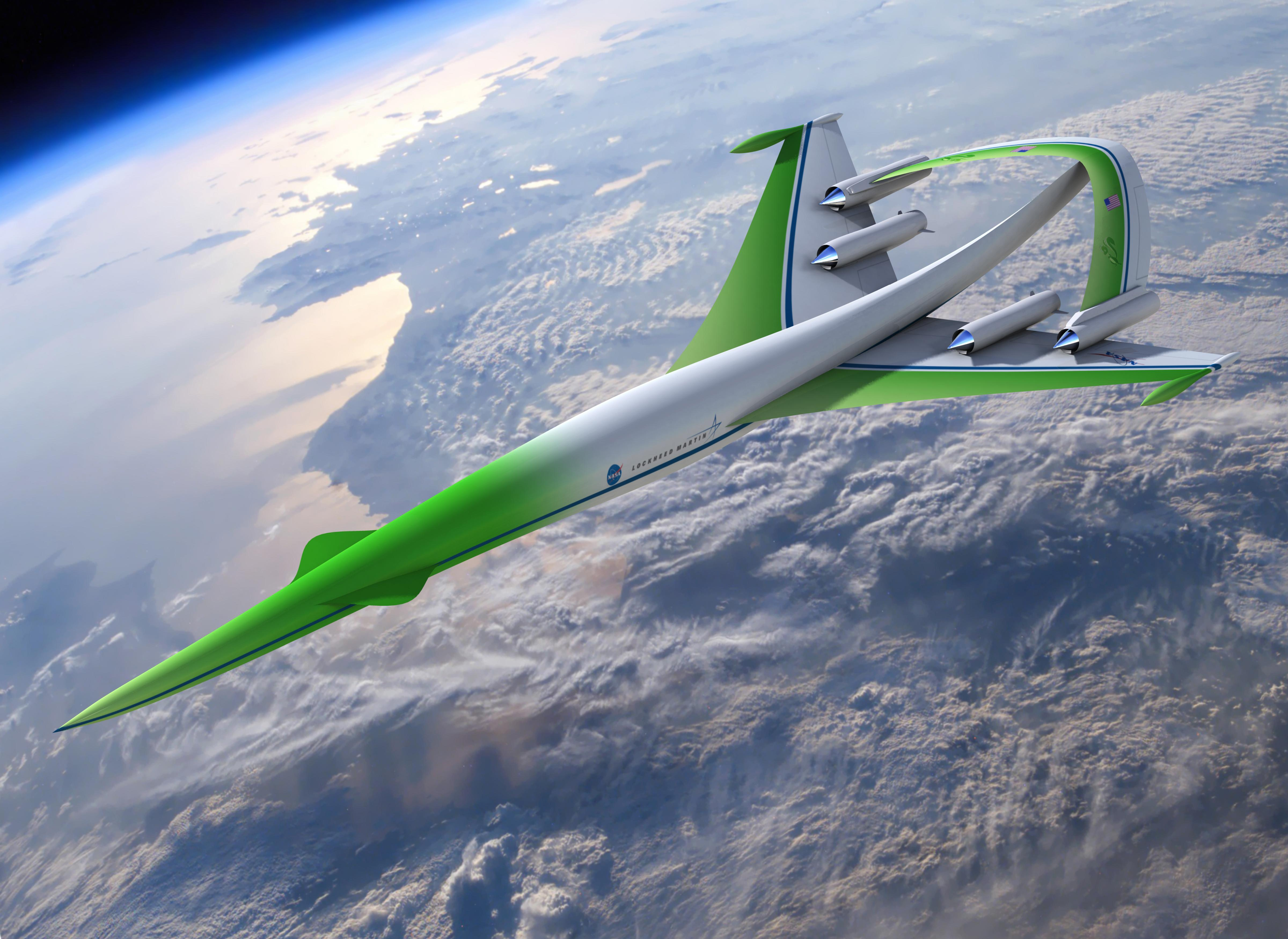
Studio preliminare della NASA per un aereo da trasporto supersonico di nuova generazione

Con il termine aereo da trasporto supersonico (o SST dall'inglese SuperSonic Transport) si intende un aereo civile da trasporto progettato per trasportare passeggeri a velocità superiori a quella del suono.
Gli unici esempi di aeroplani da trasporto supersonico ad essere entrati in servizio sono stati il Tupolev Tu-144 e il Concorde. L'ultimo volo di linea del Tu-144 avvenne nel giugno del 1978 e fu ritirato definitivamente dal servizio nel 1999 dopo essere stato impiegato per alcuni test dalla NASA. Le operazioni commerciali del Concorde cessarono nell'ottobre del 2003, e volò per l'ultima volta il 26 novembre 2003.

## Storia
Verso la metà degli anni cinquanta, apparve tecnicamente fattibile progettare un velivolo da trasporto supersonico, ma non era ancora chiaro se lo fosse anche economicamente. Nel decennio successivo le maggiori potenze mondiali tra cui Regno Unito, Francia, Unione Sovietica e Stati Uniti diedero il via a programmi di ricerca e sviluppo di velivoli da trasporto supersonici più per prestigio e dimostrazione di superiorità tecnologica che per una effettiva richiesta di mercato.
La principale motivazione per questo tipo di velivoli consisteva nell'assumere che se l'aereo supersonico era in grado di volare al triplo della velocità di un aereo subsonico, era possibile rimpiazzare tre velivoli convenzionali abbassando i costi di manutenzione e personale.

### Europa

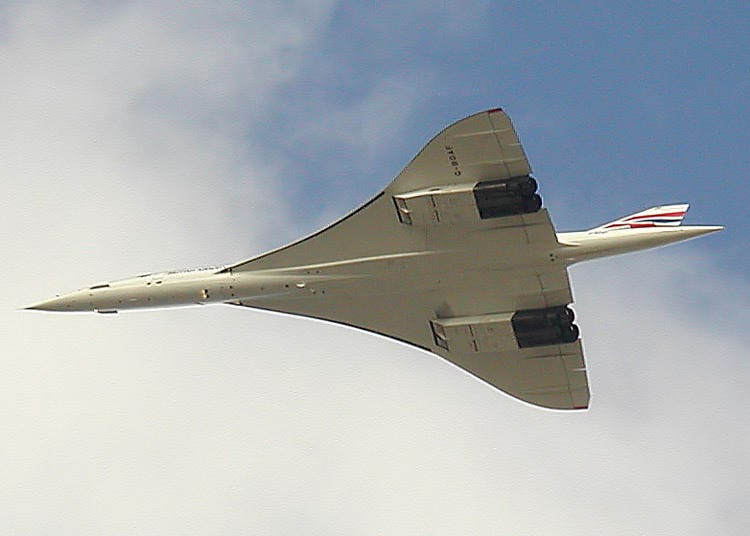
L'aereo supersonico da trasporto Concorde era caratterizzato da un'ala a delta ogivale, una fusoliera snella e quattro motori Rolls-Royce/Snecma Olympus 593 montati sotto l'ala.

Il Regno Unito promosse nel 1956 il consorzio STAC (Supersonic Transport Aircraft Committee), per lo studio di fattibilità di un velivolo in grado di compiere una rotta transoceanica a Mach 2. La prima proposta, il Bristol Type 198, era caratterizzato da un'ala a delta e otto motori turbogetto, mentre il disegno successivo (il Type 223) prevedeva quattro motori e 110 posti. In maniera indipendente, anche la Francia negli stessi anni stava sviluppando un velivolo da trasporto supersonico dalle caratteristiche molto simili al Type 223 con il Sud Aviation Super-Caravelle. Dati gli enormi costi di sviluppo, a partire dal settembre 1961 i due governi iniziarono una collaborazione che fu suggellata, il 29 novembre 1962, con l'accordo che diede il via al progetto "Concorde".

### Stati Uniti
Il programma SST degli Stati Uniti partì in ritardo rispetto a quello europeo e, per recuperare terreno, vennero proposti modelli più veloci e di dimensioni maggiori rispetto al concorrente anglo-francese. La Lockheed affermò nell'aprile del 1960 che un aereo da trasporto supersonico costruito in acciaio del peso di 113 tonnellate avrebbe comportato un costo di 160 milioni di dollari per lo sviluppo ed un costo, per lotti di 200 esemplari, di circa 9 milioni di dollari l'uno.  Il 31 dicembre del 1966 il Congresso degli Stati Uniti d'America, decise di finanziare il programma della Boeing per lo sviluppo del suo SST, il B2707-200, dotato di ali a geometria variabile che promettevano una migliore efficienza aerodinamica rispetto al concorrente Lockheed L-2000 che impiegava una più convenzionale ala a delta. Le specifiche di progetto del 2707 prevedevano un peso massimo al decollo di 306 000 kg (quasi il doppio del Concorde), una velocità di crociera di 2,7 Mach ed un largo impiego del titanio dal momento che l'alta velocità di volo avrebbe comportato temperature sulla superficie del velivolo dell'ordine dei 260 °C. Ben presto, però, ci si rese conto che la soluzione dell'ala a geometria variabile comportava una penalizzazione troppo forte a causa del peso e della complessità dei meccanismi necessari al movimento delle semiali, costringendo la Boeing, nel 1969, a presentare la variante B2707-300 con ala fissa a doppio delta, che ricordava quella del Concorde.
Dalla seconda metà degli anni sessanta, però, l'opinione pubblica statunitense cominciò a mostrarsi preoccupata per l'impatto ambientale del trasporto aereo. In particolare, il trasporto supersonico era particolarmente critico per l'inquinamento acustico (boom sonici in crociera, elevato rumore al decollo e all'atterraggio) e per i possibili danni dei gas di scarico allo strato di ozono. Per questi motivi, il 24 maggio 1971 il Congresso smise di sovvenzionare il programma SST e contestualmente proibì i voli commerciali supersonici sul suolo americano, anche se, secondo il capo-progettista Boeing dell'epoca, l'opposizione governativa ai voli del Concorde era dovuta più all'invidia del loro vantaggio tecnologico che non ad effettive preoccupazioni ambientalistiche.

### Unione Sovietica

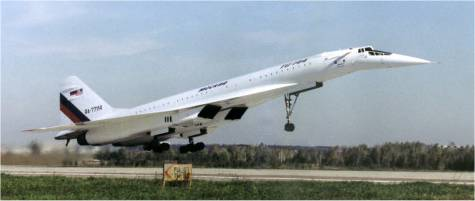
Tupolev Tu-144LL

Come conseguenza della competizione tecnologica tra l'Occidente e l'Unione Sovietica frutto della guerra fredda, anche quest'ultima si decise a dare il via (tra il 1962 ed il 1963) al suo progetto di velivolo da trasporto supersonico con il Tupolev Tu-144, soprannominato, per la sua somiglianza al progetto anglo-francese, "Concordoski". In realtà il progetto sovietico aveva diversi tratti che lo caratterizzavano, come l'ala a doppio delta, più semplice rispetto a quella ogivale e con complessi svergolamenti del Concorde ed i quattro motori turboventola che erano raggruppati (nel primo prototipo) sotto la fusoliera. Anche le prestazioni del progetto sovietico erano lievemente superiori, con una velocità massima di Mach 2,15 e 121 passeggeri trasportati per un'autonomia di 4000 miglia.
Il Tu-144, comunque, compì il primo volo il 31 dicembre 1968, un paio di mesi prima del Concorde, superò Mach 1 nel giugno del 1969 (il Concorde nell'ottobre 1969) e Mach 2 nel maggio del 1970 (novembre 1970 per il Concorde).
Rispetto ai due prototipi iniziali, il disegno finale del Tu-144 andò evolvendosi consistentemente (anche per gli standard sovietici che in genere prevedevano prototipi abbastanza grezzi che venivano affinati successivamente in fase di produzione) in una configurazione in cui i motori erano raggruppati a due a due sotto le semiali (dove prima trovavano posto i carrelli di atterraggio), variando anche le dimensioni complessive del velivolo e la disposizione dei carrelli. Furono introdotte anche due alette canard che venivano estratte dalla fusoliera durante le fasi di decollo ed atterraggio.

### Produzione e declino
All'ingresso in servizio del Concorde, le proteste furono così pressanti che la città di New York lo bandì dai suoi aeroporti, con notevoli ripercussioni sulle prospettive economiche del progetto dal momento che era stato pensato proprio per la tratta Londra-New York. Il Concorde fu comunque autorizzato ad operare su Washington e, in seguito al crescente interesse dei cittadini newyorchesi per questa nuova tratta, furono di nuovo consentite le operazioni presso l'aeroporto Internazionale John F. Kennedy.
Nonostante le considerazioni politiche, l'opinione pubblica continuò a manifestare interesse verso i voli intercontinentali ad alta velocità e sia la Lockheed che la Boeing continuarono a studiare nuove configurazioni avanzate per il trasporto supersonico (note con la sigla "AST", Advanced Supersonic Transport).
I primi aerei supersonici da trasporto furono progettati per competere con aerei a lungo raggio da 80-100 posti come il Boeing 707, ma con l'avvento del Boeing 747 (che trasportava il quadruplo dei passeggeri), i vantaggi in termini di velocità e consumo di carburante dell'SST venivano spazzati via dalla capacità dei nuovi liner.

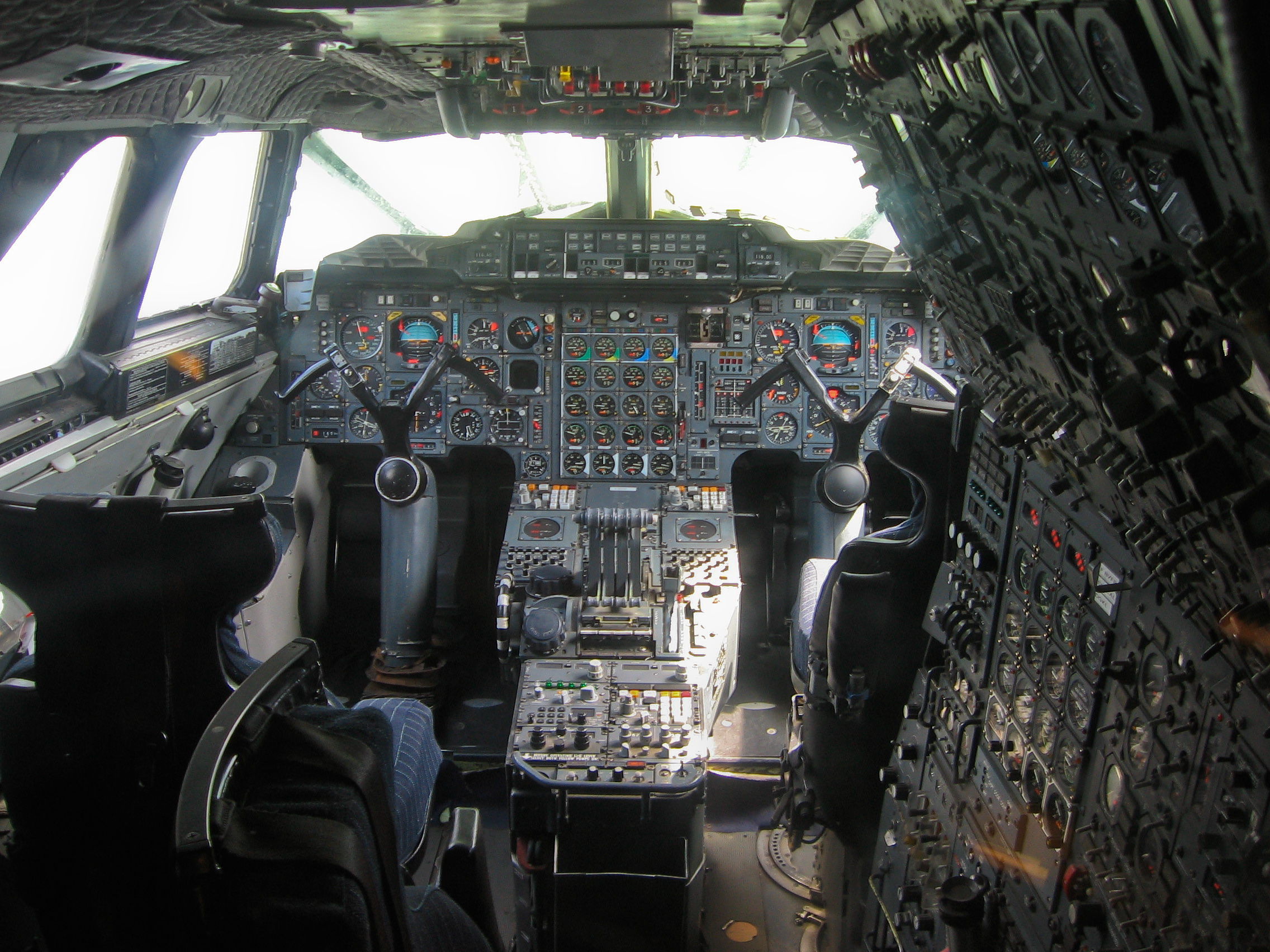
Il cockpit del Concorde

In più, mentre gli aerei da trasporto subsonici con il tempo miglioravano l'efficienza e diminuivano il rumore grazie all'aumento del rapporto di diluizione dei loro motori turboventola, gli aerei supersonici erano vincolati all'impiego di motori turbogetto o, comunque, turboventola a basso rapporto di diluizione più efficienti alle velocità supersoniche di crociera. Per queste ragioni, gli elevati costi operativi del trasporto supersonico minarono i progetti di questo tipo di velivoli, con la chiusura dei programmi AST verso i primi anni ottanta.
Solo il Concorde fu venduto alla British Airways e all'Air France con l'aiuto di sovvenzioni governative e con la clausola di restituire allo Stato l'80% dei profitti. Dopo la privatizzazione del consorzio Concorde ed il rincaro dei biglietti aerei, i profitti delle operazioni incrementarono in maniera sostanziosa, risultando, almeno per la British Airways, economicamente conveniente. Durante i 28 anni di operazioni furono spesi 1 miliardo di sterline, ricavando 1,75 miliardi di sterline.

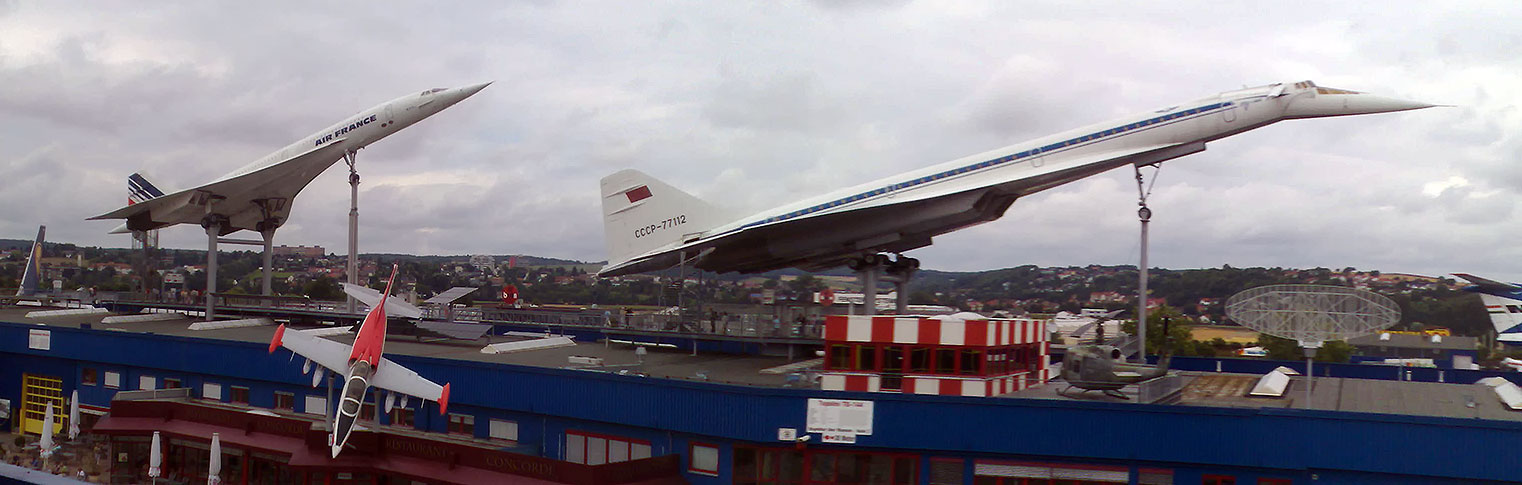
Concorde e Tu-144 affiancati a Sinsheim

L'ultimo volo di linea atterrò all'aeroporto di Heathrow il 24 ottobre 2003.
La controparte sovietica ebbe, invece, una vita operativa ancor più limitata e travagliata. Il 3 giugno 1973 un Tu-144 di produzione cadde durante una manifestazione aeronautica presso Le Bourget, uccidendo l'equipaggio ed otto persone nei dintorni di Parigi, dove si schiantò al suolo. Le cause dell'incidente non furono mai chiarite del tutto. Dal 1974 iniziò, in via sperimentale, un collegamento tra Mosca e Vladivostok con scalo a Tjumen'. Il primo servizio regolare (ma solo come trasporto merci e posta) fu inaugurato dalla Aeroflot il 26 dicembre 1975 collegando Mosca con la capitale del Kazakistan. Il relativo servizio passeggeri iniziò il primo novembre del 1977, ma fu sospeso a metà del 1978. Si ipotizza che fossero sorti inaspettati problemi di affidabilità del velivolo oltre al fatto che le prestazioni di progetto non erano poi effettivamente verificate nella realtà. Uno dei problemi, infatti, risiedeva nei motori NK-144 che non erano in grado di mantenere il Tu-144 a velocità di crociera supersonica senza utilizzare il postbruciatore, compromettendo così l'autonomia.

## Esemplari costruiti

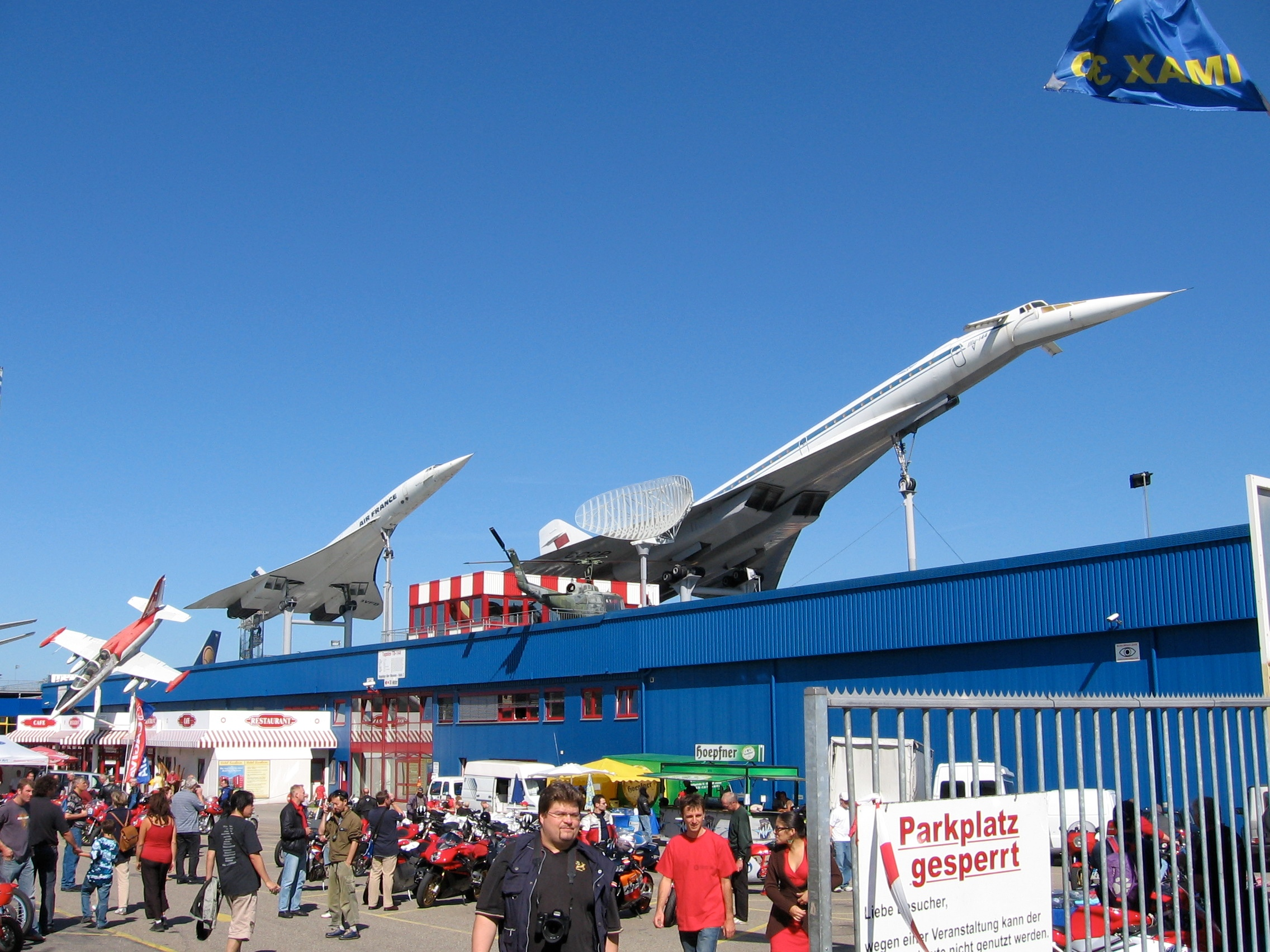
Presso il museo tedesco Auto & Technik Museum Sinsheim sono esposti sia il Concorde che il Tu-144.

### Concorde
In totale sono stati costruiti 20 Concorde, compresi due prototipi, due aerei di pre-produzione e 16 esemplari di produzione. Dei 16 aeroplani, due non entrarono mai in servizio ed otto rimasero in linea fino all'aprile del 2003. Tutti i velivoli sono stati preservati, tranne F-BVFD (numero di serie 211) utilizzato come fonte di ricambi nel 1982 e dismesso nel 1994, e F-BTSC (numero di serie 203), che andò perso nell'incidente del 25 luglio 2000.

### Tupolev Tu-144
Furono costruiti un totale di 16 Tu-144, mentre un diciassettesimo (numero di serie 77116) non fu mai completato. Almeno un'altra cellula fu usata nelle prove statiche al suolo parallelamente allo sviluppo del prototipo 68001.

## Problematiche del trasporto supersonico

### Aerodinamica
Ogni veicolo che si muove nell'aria è soggetto alla resistenza aerodinamica, una forza proporzionale al coefficiente di resistenza (CD), alla densità atmosferica ed al quadrato della velocità. Dal momento che la resistenza aumenta rapidamente con la velocità, una delle priorità nella progettazione del velivolo supersonico è di abbassare quanto possibile il coefficiente di resistenza, ricorrendo a forme particolarmente affusolate. La resistenza può anche essere diminuita, in una certa misura, volando a quote più elevate rispetto ai velivoli subsonici dove la densità dell'aria è minore.

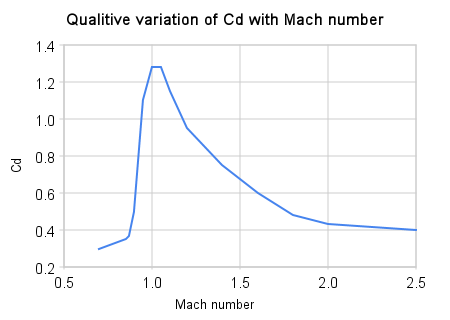
Andamento qualitativo del C_{D} in funzione del numero di Mach

A velocità prossime a quella del suono, compaiono anche fenomeni relativi alle onde d'urto. Intorno a Mach 1, il coefficiente di resistenza di un profilo alare assume valori quattro volte superiori a quelli mostrati a velocità subsoniche per poi calare decisamente di nuovo a velocità superiori ma mantenendosi comunque, per Mach 2,5, a valori più alti del 20% rispetto al campo subsonico. Gli aerei supersonici devono installare motori con una spinta sufficiente a superare questa particolare forma di resistenza (chiamata resistenza d'onda) e, sebbene la crociera a velocità supersonica sia più efficiente di quella transonica, lo sarà sempre meno rispetto a quella subsonica.
Questo avviene perché il comportamento di un flusso supersonico è molto diverso da quello subsonico. In campo subsonico, infatti, il coefficiente di portanza cresce al crescere del numero di Mach secondo la teoria di Prandtl-Glauert, mentre in campo supersonico decresce secondo la teoria di Ackeret. Ciò porta al risultato di avere velivoli con una efficienza aerodinamica a velocità supersonica minore di quella a velocità subsonica, dell'ordine di 10 rispetto ai 19 dei velivoli subsonici da trasporto alla loro velocità di crociera.
Inoltre, un'ala a freccia con profili ottimali per la crociera supersonica tende ad avere, alle basse velocità, una pessima stabilità longitudinale. Alle estremità di questo tipo di ali, infatti, compaiono fenomeni di separazione del flusso (anche a bassi angoli di attacco) che portano l'aereo a cabrare bruscamente ed inaspettatamente, compromettendo la manovrabilità del velivolo nelle delicate fasi di decollo ed atterraggio. Per mitigare questi effetti si è in genere fatto ricorso all'impiego di ali a delta, meno efficienti a velocità supersonica, ma più controllabili alle basse velocità.

### Motori
Il disegno di un motore a reazione varia sensibilmente a seconda che l'aereo a cui è destinato sia subsonico o supersonico. Il turbogetto semplice ha un rendimento propulsivo che cresce al crescere della velocità di volo. Anche il consumo specifico aumenta con la velocità di volo, ma la notevole velocità rispetto al suolo mantiene relativamente basso il consumo per chilometro anche a velocità superiori a Mach 2.

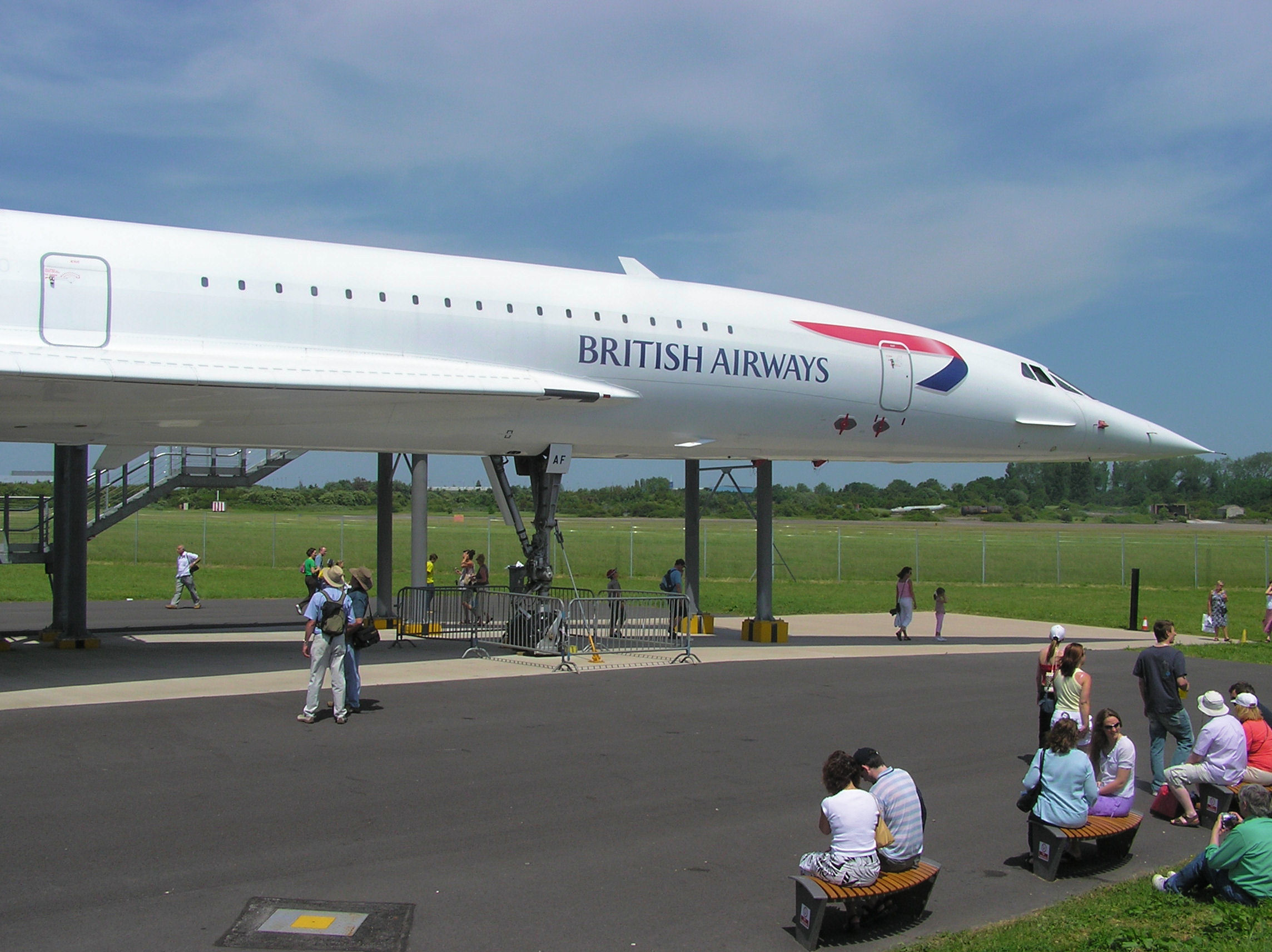
Un Concorde della British Airways presso l'aeroporto di Filton mostra l'affusolata fusoliera necessaria al volo supersonico

Un turbogetto impiegato su un velivolo destinato a muoversi a velocità di crociera più basse, invece, risulta molto meno efficiente, data la notevole energia cinetica persa nei gas di scarico. All'epoca della progettazione del Concorde, i turboventola ad alto rapporto di diluizione non erano ancora stati sviluppati per il trasporto subsonico, ed il confronto con i contemporanei Boeing 707 o de Havilland Comet vedeva il trasporto supersonico favorito in termini di consumi. La situazione mutò drasticamente negli anni sessanta con l'introduzione dei turboventola che, sfruttando l'energia cinetica residua nei gas di scarico per muovere una maggiore massa d'aria ad una velocità minore, incrementarono drasticamente la loro efficienza facendo scomparire uno dei maggiori vantaggi del trasporto supersonico.
L'adozione di un turboventola per un velivolo che si sposti a velocità supersoniche, infatti, porta più svantaggi che vantaggi, dal momento che l'ingombro frontale dovuto alla ventola aumenta notevolmente la resistenza aerodinamica, e che è necessario rallentare maggiormente il flusso d'aria in ingresso al motore per evitare che le estremità delle palette della ventola si trovino ad operare in regime transonico. C'è poi un limite fisico al rallentamento che può essere ottenuto, dal momento che rallentando (e comprimendosi) l'aria in ingresso aumenta la sua temperatura, fino a raggiungere valori incompatibili con la struttura delle palette della ventola e del compressore.
I primi Tu-144, ad esempio, erano equipaggiati con turboventola a basso rapporto di diluizione, che erano molto meno efficienti in crociera supersonica dei turbogetto del Concorde. I successivi TU-144D installarono anche loro dei turbogetto, migliorando così l'efficienza e l'autonomia.

### Problemi strutturali
Le velocità supersoniche richiedono fusoliere affusolate ed ali strette, e sono soggette a notevoli sforzi meccanici e termici, portando a problemi aeroelastici che richiedono a loro volta strutture più robuste e pesanti per aumentare la rigidezza. Date le maggiori altitudini di crociera, inoltre, anche la cabina passeggeri deve essere in grado di resistere ad una pressurizzazione differenziale maggiore rispetto ad un aeroplano subsonico. Tutti questi fattori fanno sì che il peso a vuoto per passeggero di un Concorde sia tre volte quello di un Boeing 747.

### Costi operativi
I maggiori costi del combustibile e la minore capacità di carico dovuta ai requisiti aerodinamici che impongono fusoliere strette, rendono il trasporto supersonico più costoso rispetto a quello subsonico.
Il Concorde consumava 16,6 litri di combustibile per passeggero per 100 chilometri mentre un Boeing 747-400 solo 3,1, con il risultato di trasportare più del triplo dei passeggeri del Concorde utilizzando all'incirca la stessa quantità di combustibile.
Il Concorde è stato comunque in grado di ritagliarsi una nicchia di mercato sulle tratte intercontinentali in cui il risparmio in termini di tempo di volo giustificava l'esborso di biglietti particolarmente costosi, riuscendo anche ad essere economicamente vantaggioso (almeno per la British Airways).

### Rumore al decollo eboomsonici
Uno dei problemi del Concorde e del Tu-144 riguardava il notevole rumore dei motori generato dall'alta velocità dei gas di scarico al decollo e durante il sorvolo dei centri abitati nelle immediate vicinanze degli scali. Dal momento che, in crociera, il trasporto supersonico necessita di motori ad alta spinta specifica (in rapporto alla sezione frontale) per minimizzare la resistenza offerta dalle gondole motore, per ottenere la necessaria spinta al decollo sono necessarie elevate velocità del getto allo scarico che comportano conseguenti elevati livelli di rumore.

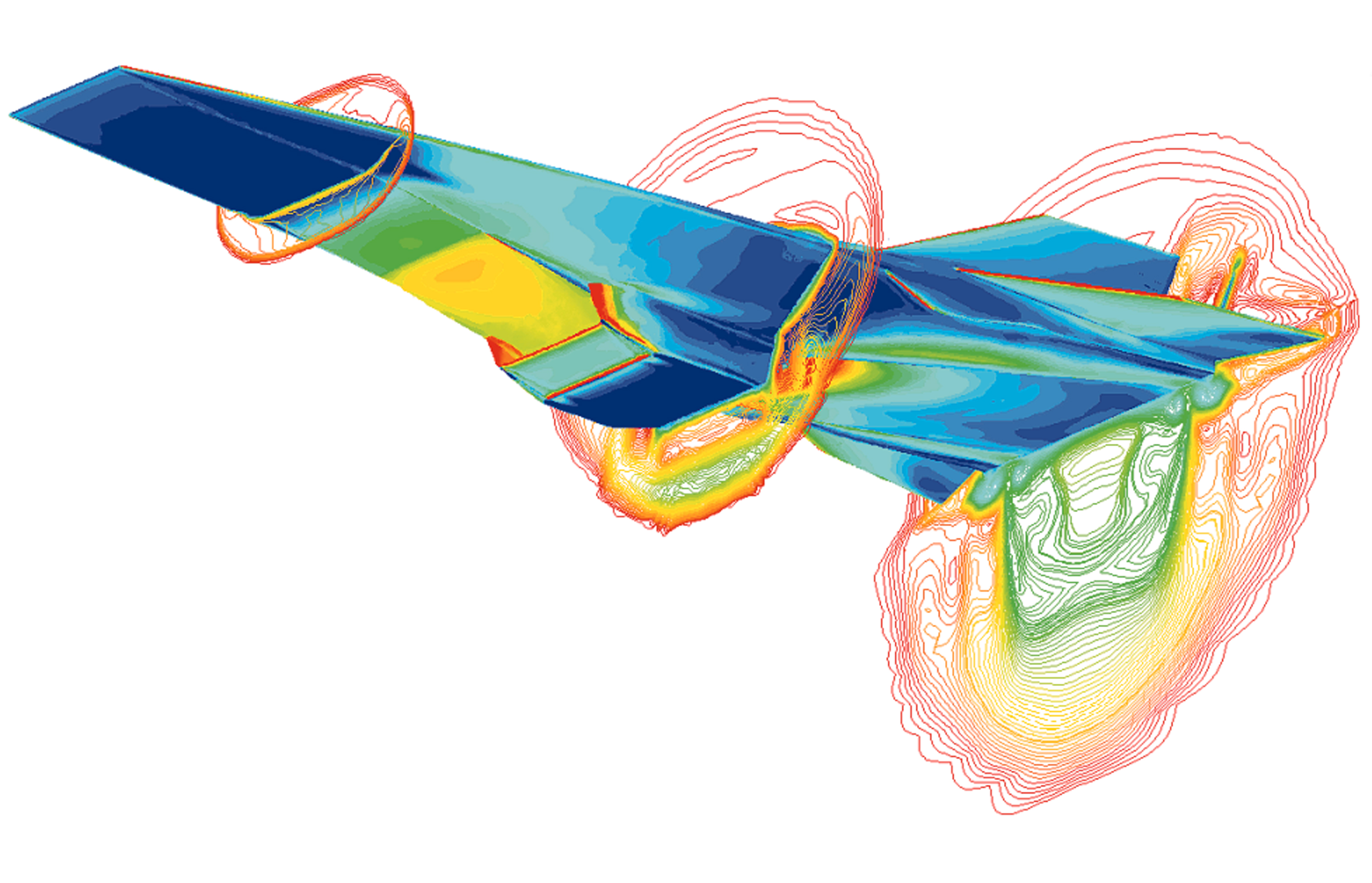
Con l'introduzione della fluidodinamica computazionale si è resa possibile la modellizzazione del campo fluidodinamico attorno al corpo

Un modo per limitare, in futuri progetti di velivoli da trasporto supersonico, questo problema, è quello di ricorrere a motori a ciclo combinato, in cui alle basse velocità il motore funziona come turboventola (accelerando una maggiore massa di aria ad una minore velocità) per passare in modalità turbogetto prima e statoreattore poi con l'aumentare della velocità di volo. Rimane comunque la difficoltà ad integrare tale tipo di motore in una configurazione che limiti la sezione frontale nella fase di crociera supersonica.
Il boom sonico non fu ritenuto all'inizio un grosso problema, data l'elevata quota di volo dell'aereo, ma alcune prove svolte a metà degli anni sessanta dall'USAF utilizzando un North American XB-70 Valkyrie fornirono risultati contrastanti.
Il disturbo del boom sonico può essere del tutto evitato effettuando il volo supersonico esclusivamente ad alta quota e su aree disabitate come gli oceani. L'efficienza di un velivolo supersonico è però minore rispetto a quella di un corrispondente velivolo subsonico, risultando economicamente svantaggioso per un impiego operativo che preveda il sorvolo di ampi tratti abitati. L'efficienza potrebbe essere aumentata alle basse velocità impiegando ali a geometria variabile (come nella prima versione del Boeing 2707), ma ad un costo costruttivo e di manutenzione maggiore.
Già negli anni sessanta, durante la fase preliminare degli studi sugli SST, si intuì che una opportuna sagomatura della fusoliera poteva attutire l'intensità delle onde d'urto responsabili del boom sonico facendole interferire tra loro. Con il progredire della fluidodinamica computazionale, si è dimostrato fattibile ridurre significativamente il boom sonico mediante la costruzione di opportuni profili e l'allungamento della fusoliera.

### Impiego operativo in un ampio spettro di velocità
Idealmente, un velivolo da trasporto supersonico dovrebbe variare la sua forma per ottimizzare le prestazioni a seconda del campo di velocità di volo, ad esempio impiegando ali a geometria variabile. Un progetto di questo tipo, però, aggiunge problemi di complessità costruttiva, maggiori oneri di manutenzione, costi operativi e di sicurezza del volo. Nella pratica, si preferisce mantenere la stessa forma per il volo subsonico e supersonico cercando un compromesso, in genere sacrificando le prestazioni a bassa velocità.  Ad esempio il Concorde aveva un'alta resistenza alle basse velocità (con un'efficienza di circa 4), ma passava la maggior parte del volo in regime supersonico. I progettisti del Concorde impiegarono ben 5000 ore per ottimizzare la forma del velivolo in galleria del vento per massimizzare le prestazioni globali nell'intero inviluppo di volo.
Sul Boeing 2707 erano state inizialmente previste ali a geometria variabile che garantivano maggiore efficienza alle basse velocità, ma gli ingombri destinati ai meccanismi relativi posero problemi di capacità di carico che si dimostrarono insormontabili.
Sul North American XB-70 Valkyrie venne utilizzato un approccio differente che prevedeva l'abbassamento delle porzioni più esterne delle ali che (oltre ad avere un benefico effetto sulla stabilità direzionale) aumentavano la portanza sfruttando un fenomeno chiamato compression lift (portanza di compressione), ottenuto quando le onde d'urto generate da un aereo che voli a velocità supersoniche sostengono parte del peso dell'aereo stesso, aumentando l'efficienza di circa il 30%. Per il verificarsi di questo fenomeno, l'XB-70 ed altri progetti simili sono anche chiamati waveriders ("cavalcatori di onde") con riferimento alle onde d'urto che essi cavalcano.

### Temperatura superficiale
Un aereo supersonico in volo comprime adiabaticamente l'aria che incontra. Ciò causa un aumento della temperatura dell'aria che si trasferisce alle strutture dell'aereo.
I velivoli subsonici convenzionali sono generalmente costruiti in alluminio che però, a temperature superiori a 127 °C perde gradualmente la sua capacità di resistere agli sforzi meccanici. Per aerei che volano a velocità prossime a Mach 3, l'impiego di acciaio o titanio è obbligato, con aggravio di costi e pesi.

### Appetibilità del trasporto supersonico

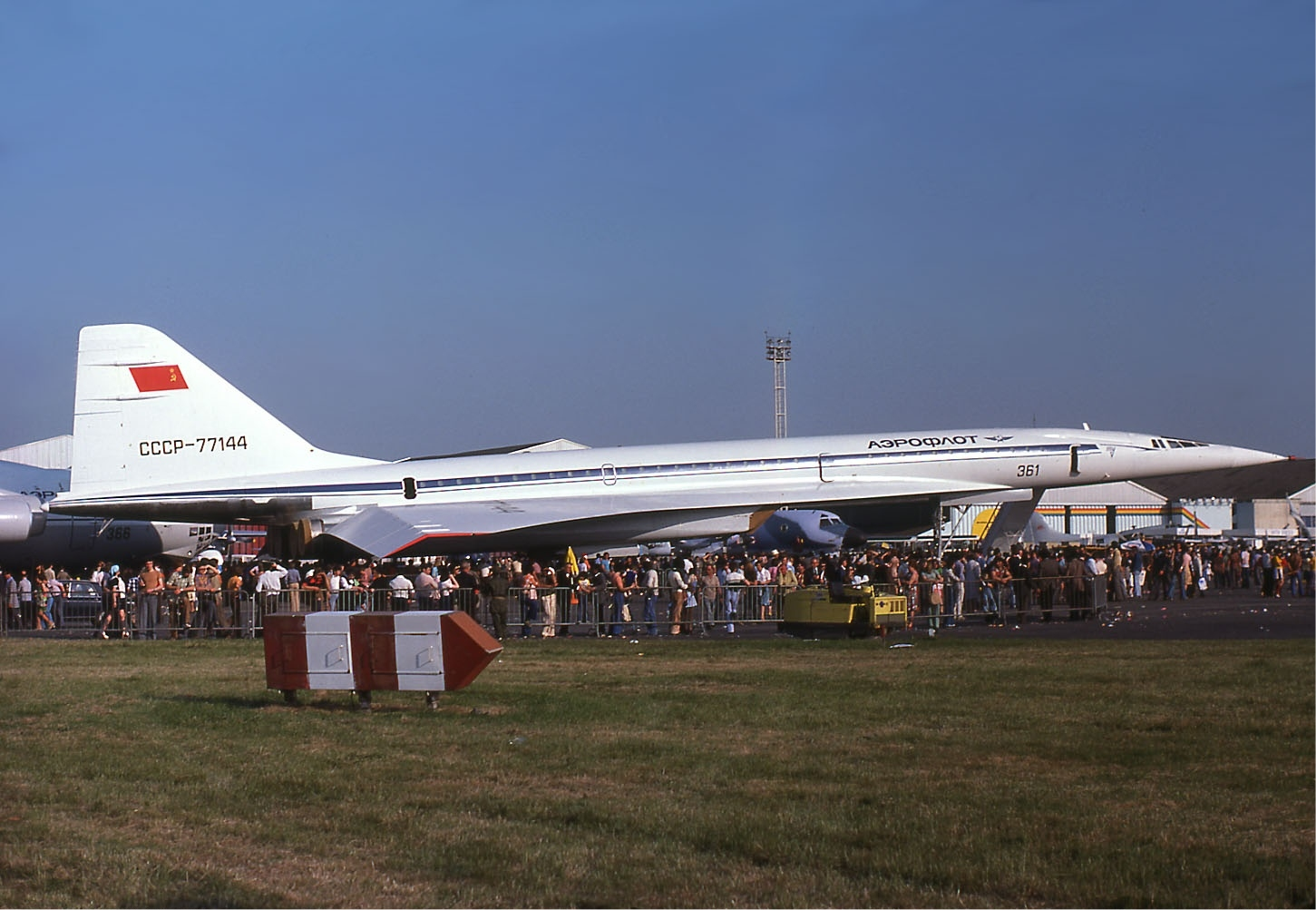
Un Tupolev Tu-144 dell'Aeroflot al Paris Air Show del 1975.

Aerei molto veloci sono in genere preferiti dalle compagnie aeree perché permettono di compiere più tratte al giorno. Nel caso del Concorde, invece, questa possibilità fu minata dalle procedure antirumore degli aeroporti, dai fusi orari sfavorevoli e da una velocità non sufficiente a compiere più di un'andata e ritorno al giorno. Il minor tempo di volo non portava, così, altri vantaggi se non quello di rendere più appetibile per i clienti l'alto costo del biglietto. Il progetto statunitense prevedeva di volare a Mach 3 anche per questa ragione, pur se, considerando il tempo necessario a raggiungere e lasciare la velocità e la quota di crociera, un volo transatlantico non sarebbe durato un terzo del tempo.
Dal momento che gli aerei supersonici producono al loro passaggio un boom sonico, gli viene raramente permesso di sorvolare il suolo abitato, limitando la fase di volo supersonico alle rotte oceaniche. A causa della loro inefficienza alle basse velocità rispetto ai velivoli subsonici, la loro autonomia si riduce diminuendo il numero delle tratte che possono essere compiute senza scali intermedi rendendoli meno appetibili alle compagnie aeree.
Il trasporto supersonico ha consumi per passeggero più alti rispetto al trasporto subsonico, ed i prezzi del biglietto sono molto più sensibili alle oscillazioni del prezzo del petrolio.

## Trasporto ipersonico
I motori ramjet consentono di mantenere un'efficienza accettabile fino a Mach 5,5 e sono state proposte altre idee per il volo ad altissima velocità con l'obiettivo di ridurre il tempo di volo ad 1-2 ore per raggiungere qualsiasi destinazione sul globo.
Questi velivoli prevedono l'impiego di motori a razzo, scramjet o anche ad onda di detonazione. Il volo ipersonico comporta ulteriori problemi tecnici ed economici.
Velivoli spinti da motori a razzo, benché tecnicamente realizzabili con le odierne tecnologie, avrebbero bisogno di una gran quantità di propellente per operare a velocità comprese tra Mach 8 e la velocità orbitale. L'utilizzo di scramjet al momento non sembra una soluzione praticabile per il trasporto passeggeri, mentre sono allo studio in Giappone ed Europa motori a getto preraffreddati in cui l'aria in ingresso al compressore viene fatta passare in uno scambiatore di calore che ne abbassa notevolmente la temperatura, permettendone il volo in efficienza anche a velocità superiori a Mach 5.

## Sviluppi recenti
Nell'aprile 1994, l'Aérospatiale, la British Aerospace e la Deutsche Aerospace AG (DASA) diedero il via al programma di ricerca supersonico europeo (ESRP) con l'obbiettivo di sviluppare un Concorde di seconda generazione (noto come Avion de Transport Supersonique Futur). Parallelamente la SNECMA, la Rolls-Royce, la MTU e la Avio iniziarono nel 1991 lo studio congiunto di un nuovo motore. Con un investimento di circa 12 milioni di dollari all'anno, il programma di ricerca esplorava materiali, aerodinamica, sistemi ed integrazione dei motori per una configurazione di riferimento. Lo studio si basava su un aeromobile molto simile al Concorde ma di dimensioni maggiorate, in configurazione Canard da 250 posti, con velocità di crociera pari a Mach 2 ed un'autonomia di 10000 km. Questo programma di ricerca si esaurì nei primi anni duemila.
La Tupolev mise in cantiere il Tupolev Tu-244, un quadrimotore da 300 posti con velocità di crociera di 2,2 Mach, ma il progetto venne cancellato nel 1993.

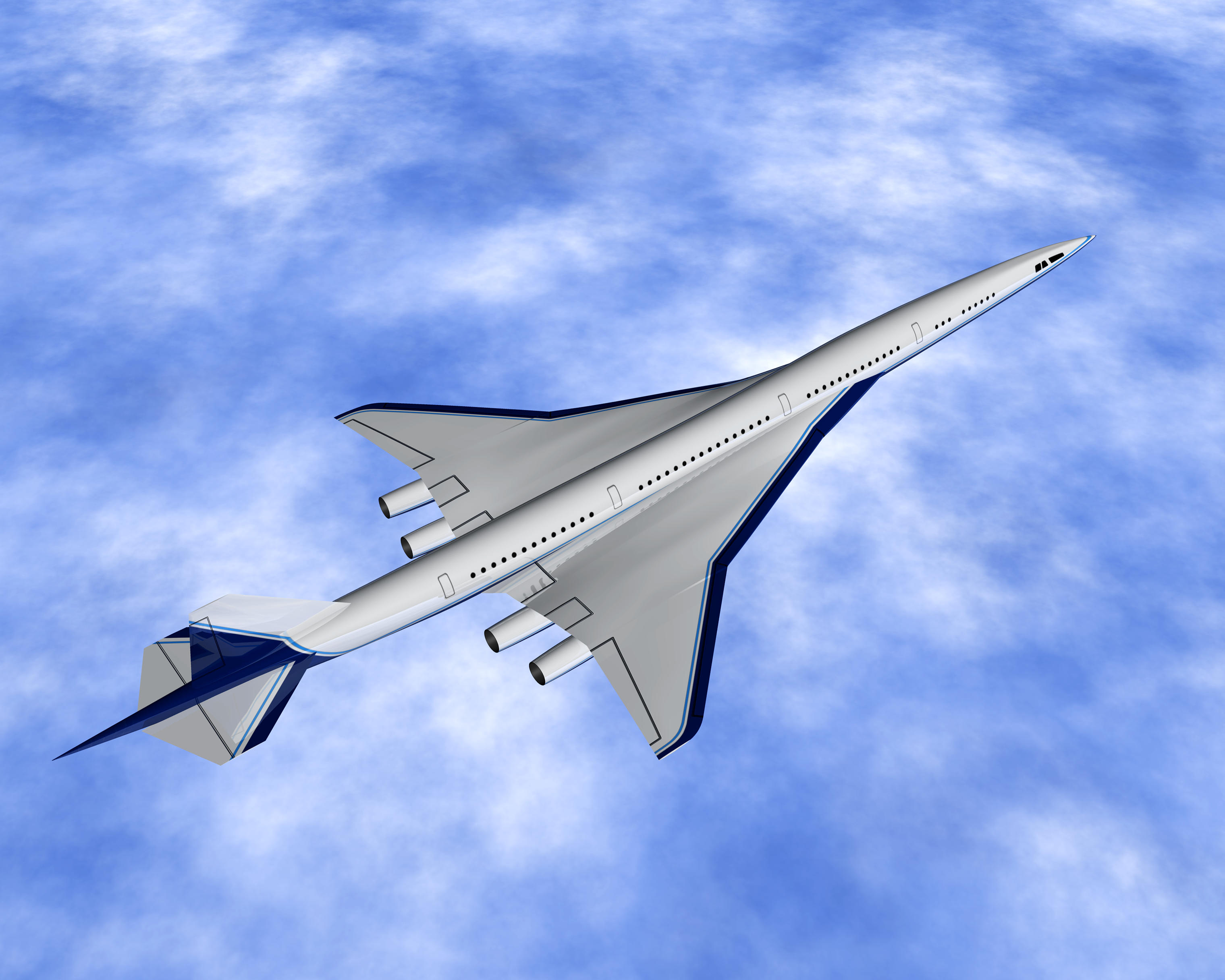
Proposta di aeroplano da trasporto supersonico secondo il programma HSCT della NASA

Un Tu-144D (numero di serie 08-2, costruito nel 1981 e con sole 82 ore di volo all'attivo) fu "riesumato" nel 1993 quando fu avviata una collaborazione tra gli Stati Uniti e la Russia nell'ambito del programma HSCT (High Speed Civil Transport) della NASA. Al posto dei motori Kolesov RD-36-51 originari furono installati quattro turbogetto NK-321 che consentirono l'incremento dell'autonomia (6500 km) e della velocità di crociera (2,3 M). Durante i 27 voli di ricerca condotti tra il 1998 ed il 1999, furono provate nuove soluzioni tecnologiche per rendere il trasporto supersonico più economico e con un impatto ambientale sostenibile.

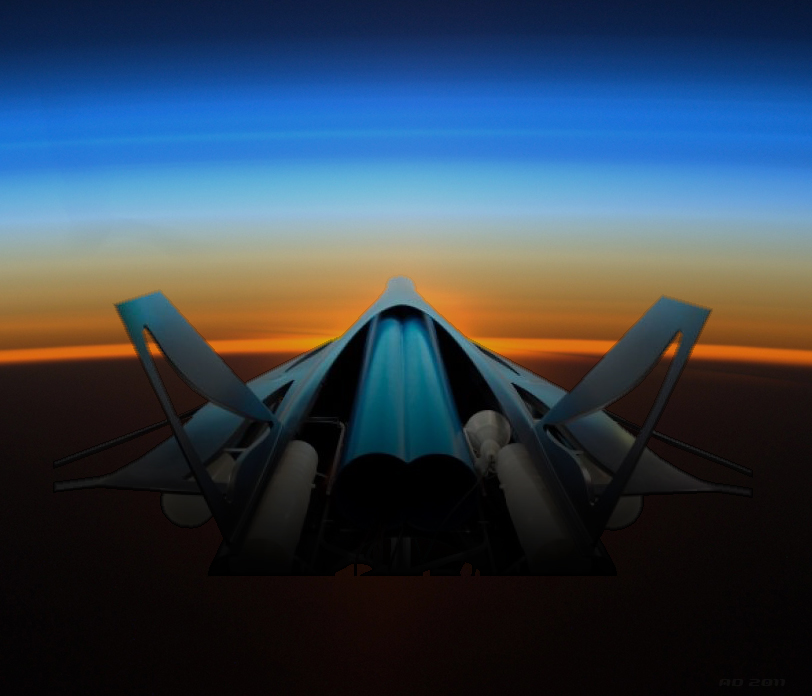
Rappresentazione artistica di un modello di ZEHST

Nel 2005, venne annunciata una compartecipazione nippo-francese per la progettazione di un velivolo supersonico di nuova generazione con l'obbiettivo di effettuare il primo volo entro il 2015.  Un modello in scala di 11,5 metri fu provato in volo nell'ottobre 2005.
Il 18 giugno 2011 venne presentato dall'EADS un modello di aereo da trasporto supersonico denominato ZEHST (Zero Emission High Speed Transportation). Le specifiche di progetto prevedono una capacità compresa tra 50 e 100 passeggeri e la combinazione di tre sistemi propulsivi. Una coppia di motori turboventola saranno utilizzati per il decollo e subito dopo tre motori a razzo spingeranno il velivolo ad una velocità di Mach 2,5. Da lì due motori ramjet accelereranno ulteriormente l'aereo a Mach 4 per la fase di crociera, terminata la quale l'aereo planerà verso l'aeroporto dove atterrerà assistito di nuovo dai motori turboventola. Si prevede che il velivolo potrà essere in grado di collegare Londra con Tokyo in meno di tre ore. Il primo prototipo senza pilota dovrebbe volare per il 2020 mentre l'entrata in servizio è prevista per il 2050.
Un altro settore interessato al trasporto supersonico è quello dei business jet (SSBJ), finanziato dall'interesse di clienti disposti a pagare molto per tempi di viaggio di durata inferiore. La Sukhoi e la Gulfstream strinsero una collaborazione a metà degli anni novanta per lo sviluppo di piccolo aereo supersonico, così come la Dassault Aviation nei primi anni duemila. Più recentemente sono stati avviati programmi di ricerca per l'Aerion SBJ, il SAI Quiet Supersonic Transport ed il Tu-444.
Nel campo dei motori si sono avuti sviluppi con i motori ad onda di detonazione. Questi motori, anche noti come PDE, offrono maggiore efficienza alle alte velocità rispetto ai turboventola. La NASA conta di impiegarli su un futuro aereo da trasporto da Mach 5. Un PDE è stato provato in volo nel 2008.
Progetti più innovativi come lo Skylon, prevedono di raggiungere Mach 5,5 in atmosfera, prima di accendere il motore a razzo ed entrare in orbita per rientrare successivamente ed atterrare su una pista convenzionale.
Una versione a lungo raggio dello Skylon è l'A2, attualmente valutato dall'Unione europea come parte del programma LAPCAT, in grado di viaggiare a Mach 5 ed unire Bruxelles con Sydney in quattro ore e mezzo.
L'americana Sonic Boom ha presentato Overture, un aereo passeggeri in grado di volare a Mach 1,7 per viaggiare da Miami a Londra in poco meno di cinque ore e trasportare da 65 a 80 passeggeri. La produzione dovrebbe partire nel 2025, con American Airlines che ha già effettuato un acquisto di 20 unità, e United Airlines 15.